# Михлино (Владимирская область)
Михлино — деревня в Собинском районе Владимирской области, входит в состав Толпуховского сельского поселения.

## География
Деревня расположена в 10 км на северо-восток от центра поселения деревни Толпухово и в 19 км на северо-запад от Владимира.

## История
В конце XIX — начале XX века деревня входила в состав Оликовской волости Владимирского уезда, с 1924 года — в составе Стародворской волости. В 1859 году в деревне числилось 17 дворов, в 1905 году — 28 дворов, в 1926 году — 38 хозяйств.
С 1929 года деревня входила в состав Пшеничниковского сельсовета Ставровского района, с 1932 года — в составе Волосовского сельсовета Собинского района, с 1945 года — в составе Ставровского района, с 1965 года — в составе Собинского района, с 1976 года — в составе Толпуховского сельсовета, с 2005 года — Толпуховского сельского поселения.

## Население
| 1859 | 1905 | 1926 | 2002 | 2010 | 2021 |
| ---- | ---- | ---- | ---- | ---- | ---- |
| 107  | ↗160 | ↗186 | ↘5   | ↘4   | ↘2   |